# La dama de picas (ópera)
La dama de picas (título original en ruso, Пиковая дама, Píkovaya dama, Op. 68) es una ópera en tres actos con música de Piotr Ilich Chaikovski y libreto en ruso de Modest Chaikovski (hermano del compositor) basado en el novela corta homónima de Aleksandr Pushkin. Fue estrenada el 19 de diciembre de 1890 en el Teatro Mariinski de San Petersburgo, Rusia.

## Historia

### Composición
La gerencia del Teatro Imperial ofreció un encargo a Chaikovski para escribir una ópera sobre un esquema de Iván Vsévolozhsky en 1887-88. Después de rechazar la propuesta al principio, Chaikovski aceptó en 1889. Hacia finales de ese mismo año, se reunió con los directores del teatro para discutir el guion, la estructura de las escenas y los elementos de la producción.
Chaikovski esbozó la ópera entre enero y marzo en Florencia, en tan solo 44 días. Entre julio y diciembre de 1890, Chaikovski completó unos cambios al texto, recitativos y partes vocales. Trabajando junto a Nikolái Figner, el tenor que dio vida al papel de Herman, creó dos versiones para el aria en la séptima escena, usando dos tonalidades diferentes. Todos estos cambios se encuentran en las partituras y anexos de la primera y segunda ediciones impresas de la partitura.
Mientras componía la música, Chaikovski editó frecuentemente el libreto, cambiando parte del texto y añadiendo sus propias letras a dos arias.

### Representaciones

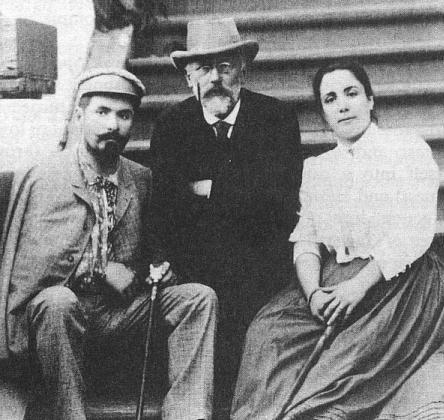
Piotr Chaikovski con Nikolái y Medeya Figner, quienes cantaron los papeles de Hermann y Lisa en el estreno de La dama de picas, 1890.

El compositor participó en la preparación del estreno en San Petersburgo. Herman, el personaje principal, canta en las siete escenas. Esto requiere gran habilidad y resistencia en el intérprete. El papel se escribió pensando en el destacado tenor ruso Nikolái Figner, quien interpretó el rol en el estreno. Su esposa Medea Mei-Figner creó el papel de Lisa. Los críticos escribieron comentarios muy favorables, sobre todo para Figner. Chaikovski mismo escribió luego: "Figner y la orquesta de San Petersburgo... han hecho un verdadero milagro".
La dama de picas, como el compositor esperaba, fue un tremendo éxito. Tuvo el mismo éxito doce días después, cuando fue estrenada en Kiev. El 4 de noviembre de 1891 se presentaba en el Teatro Bolshói de Moscú. Chaikovski estaba tremendamente satisfecho de su obra.
La ópera se solía representar anteriormente en francés, bajo el título de La dame de "pique". Recientemente se ha adoptado la costumbre de utilizar la versión original. La dama de picas se encuentra entre las óperas más populares; en las estadísticas de Operabase aparece la n.º 48 de las cien óperas más representadas en el período 2005-2010, siendo la 2.ª en Rusia después de Eugenio Oneguin.
Estreno en San Petersburgo (Estreno mundial)
- Fecha: 19/7 de diciembre), 1890[3]
- Lugar: Teatro Mariinski, San Petersburgo
- Director: Eduard Nápravník
- Diseñadores de escena: Vasíliev, Yánov, Levot, Ivanov, Andréiev
- Maestro de ballet: Marius Petipa

Estreno en Kiev
- Fecha: 31/19 de diciembre de 1890[3]
- Lugar:
- Director: Iosif Pribik

Estreno en Moscú
- Fecha: 4 de noviembre de 1891[4]
- Lugar: Teatro Bolshói
- Director: Ippolit Al'tani
- Diseñadores de escena: Karl Valts (Waltz), Lébedev
- Maestros de ballet: Marius Petipa, Lev Ivánov

Otras interpretaciones destacadas
- 11 de octubre de 1892, Praga, primera interpretación fuera de Rusia (en checo, trad. V. J. Novotný)[5]
- 1902, primera interpretación en Viena, Ópera Estatal de Viena, dirigida por Gustav Mahler[6]
- 1904, Moscú, Teatro Bolshói, dirigida por Serguéi Rajmáninov[7]
- 5 de marzo de 1910, Metropolitan Opera, Nueva York, primera interpretación en los Estados Unidos (en alemán), dirigida por Gustav Mahler[8]
- 29 de mayo de 1915, Londres, primera interpretación en Inglaterra (en ruso); lo protagonizó Vladímir Rosing.[9]

## Personajes
| Personaje                                                   | Tesitura      | Estreno en                    | Estreno de Kiev, 31/19 de diciembre de 1890 (Director: Iosif Pribik) | Teatro Bolshói, estreno en Moscú, 4 de noviembre de 1891 (Director: Ippolit Al'tani) |
| ----------------------------------------------------------- | ------------- | ----------------------------- | -------------------------------------------------------------------- | ------------------------------------------------------------------------------------ |
| Herman                                                      | tenor         | Nikolái Figner                | Bogomir Korsov                                                       |                                                                                      |
| Príncipe Yeletski                                           | barítono      | Yákovlev                      | Tartakov                                                             | Pavel Jojlov                                                                         |
| Chekalinski                                                 | tenor         | Vasíliev II                   |                                                                      |                                                                                      |
| Surin                                                       | bajo          | Frey                          |                                                                      |                                                                                      |
| Chaplitski                                                  | tenor         | Kondraki                      |                                                                      |                                                                                      |
| Narúmov                                                     | bajo          | Sóbolev                       |                                                                      |                                                                                      |
| Maestro de ceremonias                                       | tenor         | Yefímov                       |                                                                      |                                                                                      |
| Condesa                                                     | mezzosoprano  | Mariya Slavina                | Mariya Smirnova                                                      | Aleksandra Krutikova                                                                 |
| Lisa                                                        | soprano       | Medea Mei-Figner              | Aleksandra Matsulevich                                               | Mariya Deysha-Sionitskaya                                                            |
| Polina                                                      | contralto     | Mariya Dolina                 |                                                                      | Gnucheva                                                                             |
| Gobernante                                                  | mezzosoprano  | Maria-Wilhelmina Pilz (Pilts) |                                                                      |                                                                                      |
| Masha                                                       | soprano       | Yunósova                      |                                                                      |                                                                                      |
| Comandante-niño                                             | papel hablado |                               |                                                                      |                                                                                      |
| Prilepa                                                     | soprano       | Olga Olgina                   |                                                                      |                                                                                      |
| Milovzor                                                    | contralto     | Fride (Friede)                |                                                                      |                                                                                      |
| Zlatogor                                                    | barítono      | Klimov II                     |                                                                      |                                                                                      |
| Coro, papeles mudos: Niñeras, gobernantas, jugadores, niños |               |                               |                                                                      |                                                                                      |
| Intermezzo del Acto II                                      |               |                               |                                                                      |                                                                                      |
| Prilepa, o Cloe                                             | soprano       |                               |                                                                      |                                                                                      |
| Milovzor, o Dafnis                                          | contralto     |                               |                                                                      |                                                                                      |
| Zlatogor, o Plutón                                          | barítono      |                               |                                                                      |                                                                                      |
| Coro, papeles mudos: Cupido, Himeneo, pastores y pastoras   |               |                               |                                                                      |                                                                                      |

Nota: Los papeles de contralto de Milovzor y Polina y los papeles de barítono de Zlatogor y Tomski pueden interpretarse por los mismos cantantes. Prilepa a veces se dobla con Lisa.

## Argumento
Tiempo: Finales del siglo XVIII
Lugar: San Petersburgo, Rusia

### Acto I
Escena 1
La trama de la ópera gira en torno de Herman, un oficial del ejército. Durante el reinado de Catalina la Grande (1762–96), los niños están jugando en el parque de verano de San Petersburgo fingiendo ser soldados. Entran dos oficiales — Surin y Chekalinski —, el primero quejándose sobre su mala suerte en el juego. Afirman que otro oficial, Herman, parece obsesionado con el juego, pero nunca apuesta, siendo frugal y metódico. Herman aparece con Tomski, quien afirma que su amigo difícilmente se parece al que solía ser: ¿hay algo que lo preocupa? Herman admite que está enamorado de una chica por encima de él socialmente, cuyo nombre incluso desconoce. Cuando el príncipe Yeletski, un oficial, entra en el parque, Chekalinski lo felicita por su reciente compromiso. Yeletski declara su felicidad mientras que Herman, a un lado, lo maldice con envidia. Yeletski señala a su prometida, Lisa, quien acaba de aparecer con su abuela, la vieja Condesa, conocida una vez como la Venus de Moscú. Mirando a Herman con estremecedora intensidad, las dos mujeres se dan cuenta de que lo han visto antes. Herman se da cuenta de que Lisa es su amada desconocida. Cuando Yeletski y las mujeres se van, Herman se pierde en sus pensamientos, al tiempo que otros oficiales hablan de la Condesa: también conocida como la Dama de Picas, ella tuvo éxito en el juego en su juventud intercambiando favores amorosos para obtener la fórmula victoriosa del Conde St. Germain, en París. Tomski dice que solo dos hombres, su marido y, más adelante, su joven amante, conocieron alguna vez su secreto, porque ella había sido advertida por una aparición de que se cuidara del "tercer pretendiente" que intentara sonsacársela. Meditando sobre las tres cartas mágicas, los otros sugieren con ligereza que semejante combinación resolvería los problemas de Herman. Amenazado por una tormenta que se aproxima, todos se marchan salvo Herman, quien jura que descubrirá el secreto de la Condesa.
Escena 2
En casa, Lisa toca la espineta mientras ella y su amiga Pauline cantan un dúo sobre la tarde en el campo. Sus amigas le piden oír más, de manera que Pauline empieza a cantar una balada triste, seguida por una canción para bailar. Conforme se incrementa el entretenimiento, Lisa permanece aparte, pensativa. Un ama de llaves riñe a las muchachas por entretenerse con danzas folclóricas y pide a las visitantes que se vayan. Pauline, la última en irse, le pide a Lisa que se anime; Lisa responde que después de una tormenta hay una bella noche y pide a la doncella, Masha, que no cierre las ventanas francesas que dan al balcón. A solas, Lisa expresa su infelicidad con su compromiso; se ha conmovido por el aspecto romántico de un joven en el parque. Para su sorpresa, Herman aparece en el balcón. Pretendiendo que se va a pegar un tiro por su compromiso con otro, Herman le ruega que se apiade de él. Cuando se oye a la Condesa llamar, Lisa lo esconde y abre la puerta a la anciana, quien le dice que cierre las ventanas y se vaya a la cama. Después de que la Condesa se retira, Lisa pide a Herman que se vaya, pero se siente traicionada por sus sentimientos y se abrazan.

### Acto II
Escena 1
No mucho después, en un baile de máscaras, los camaradas de Herman comentan su obsesión con el secreto de las cartas victoriosas. Yeletski entra con Lisa, notando su tristeza y asegurándole que la ama. Herman recibe una nota de Lisa, pidiéndole que se encuentre con ella más tarde. Surin y Chekalinski murmuran detrás de Herman que él es el "tercer pretendiente" que descubrirá el secreto de la Condesa, luego se pierden en la multitud, al tiempo que Herman se pregunta si estará oyendo cosas. El maestro de ceremonias anuncia un tableau de pastoras (¿?). Lisa le entrega a Herman la llave de la habitación de su abuela, diciéndole que la anciana no estará allí el día siguiente, pero Herman insiste en ir esa misma noche. Pensando que el destino le está entregando el secreto de la Condesa, se marcha. La atención de los invitados se centra en la inminente llegada de Catalina la Grande, para lo que se toca una polonesa de O. Kozlovski, que es entonada como saludo a la soberana.
Escena 2
Herman entra en la habitación de la Condesa y mira fascinado su retrato de cuando era joven. Sus destinos, así lo siente, están unidos: uno de ellos morirá debido al otro. Se esconde cuando se acerca la anciana. La Condesa lamenta los modales de hoy y recuerda su juventud, cantando "Je crains de lui parler la nuit" (aria de Laurette) de la ópera Richard Coeur-de-lion de André Grétry. Mientras ella dormita, Herman se levanta ante ella. La Condesa se despierta horrorizada cuando él le ruega que le revele su secreto. Cuando ella queda sin habla, él se desespera y la amenaza con una pistola — ante lo que ella muere aterrorizada. Lisa entra apresuradamente, solo para descubrir que el amante al que ella entregó su corazón estaba más interesado en el secreto de la Condesa. Ella le ordena que salga y cae llorando.

### Acto III
Escena 1
En su habitación en los barracones, conforme aúlla el viento invernal, Herman lee una carta de Lisa, quien quiere encontrarse con él a medianoche a la orilla del río. Imagina que oye el coro cantando en el funeral de la vieja Condesa, luego se sobresalta por una llamada a la ventana. Aparece el fantasma de la vieja mujer, anunciando que, contra su deseo, ella le debe decir el secreto de manera que él pueda casarse y salvar a Lisa. Aturdido, Herman repite las tres cartas: tres, siete, as.
Escena 2
Junto al canal de invierno, Lisa espera a Herman: ya es cerca de medianoche, y aunque ella se aferra a la vana esperanza de que él aún la ame, ella ve su juventud y felicidad perderse en la oscuridad. Al final él aparece, pero después de murmurar unas palabras tranquilizadoras, empieza a parlotear salvajemente sobre la Condesa y su secreto. Sin reconocer ya a Lisa, se apresura a salir. Dándose cuenta de que todo está perdido, ella se suicida.
Escena 3
En un tugurio, los oficiales compañeros de Herman están terminando la cena y preparándose a jugar al juego de cartas llamado 'faraón'. Yeletski, quien no ha jugado antes, se une al grupo debido a que su compromiso se ha roto: "desafortunado en el amor, afortunado en el juego." Tomski entretiene a los otros con una canción. Luego Chekalinski lidera una canción tradicional de jugadores. Sentándose para jugar, quedan sorprendidos cuando llega Herman, enloquecido y ausente. Yeletski intuye una confrontación y le pide a Tomski que sea su padrino si al final acaba produciéndose un duelo. Herman, que solo pretende apostar, empieza con 40.000 rublos. Apuesta al tres y gana, disgustando a los otros con su expresión maníaca. Luego apuesta al siete y gana de nuevo. En este momento, toma una copa de vino y declara que la vida es solo un juego. Yeletski acepta el desafío de apostar en la siguiente ronda. Herman apuesta al as, pero Yeletski le enseña la carta ganadora — la dama de picas. Viendo al fantasma de la Condesa riéndose ante su venganza, Herman se suicida y, antes de morir, pide el perdón de Yeletski y Lisa. Los otros rezan por su alma atormentada.

## Instrumentación
| Instrumentación de La dama de picas |
| Viento |
| 3 flautas (la 3.ª toma el flautín), 2 oboes (el 1.º toma el corno inglés), 2 clarinetes (si bemol, la), 1 clarinete bajo (en si bemol), 2 fagotes |
| Metal |
| 4 trompas (en fa), 2 trompetas (en fa, la y si bemol), 3 trombones (2 tenores y 1 bajo), 1 tuba                                                   |
| Percusión |
| timbales, tambor (caja), bombo |
| Cuerdas |
| 1 arpa, 1 piano, violines I y II, violas, violonchelos, contrabajos                                                                               |

- Fuente: www.tchaikovsky-research.net

## Estructura

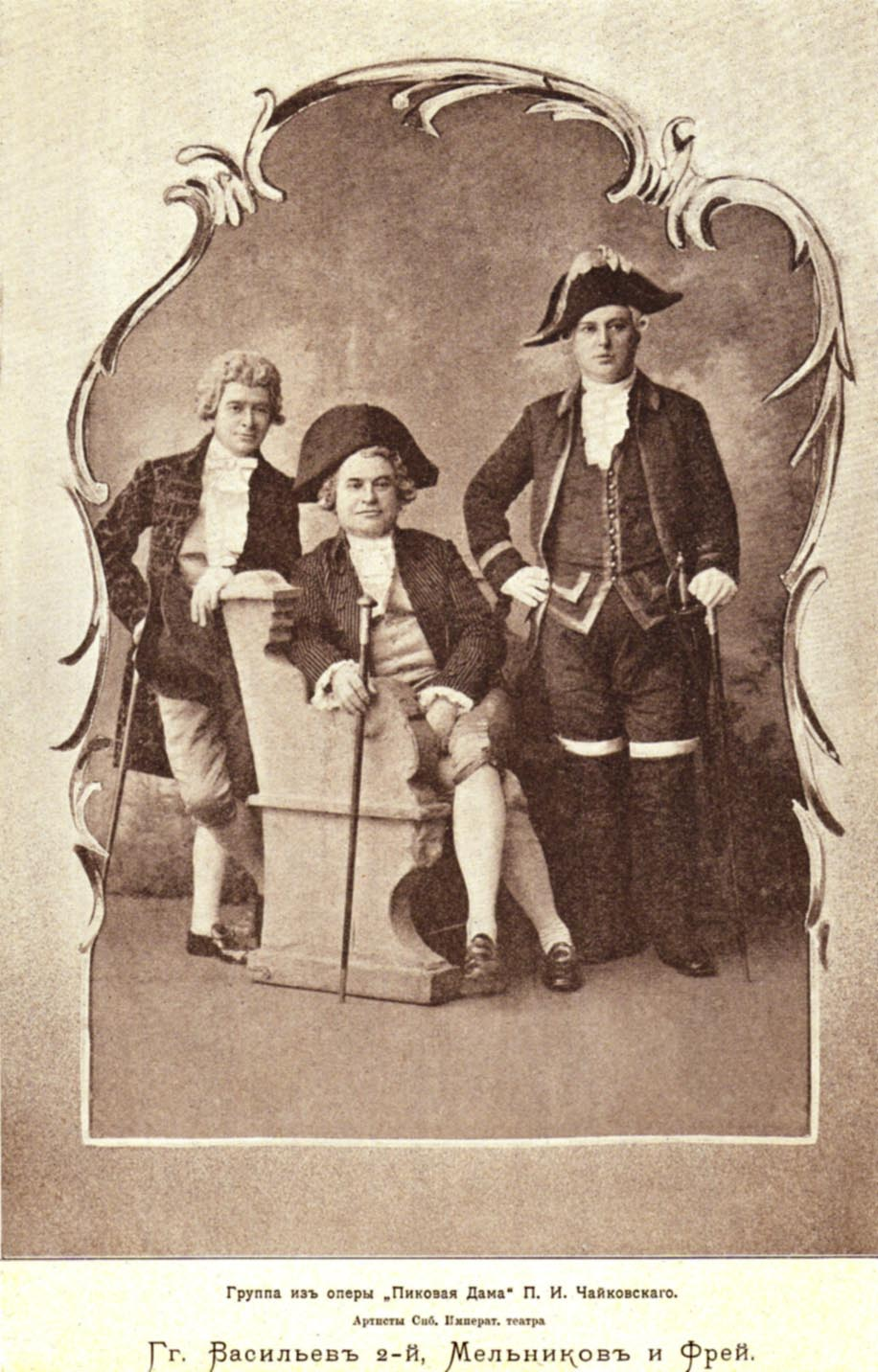
Postal de antes del año 1891 — los cantantes Vasili Vasíliev (Vasíliev el segundo), Mélnikov y Yalmar Frei.

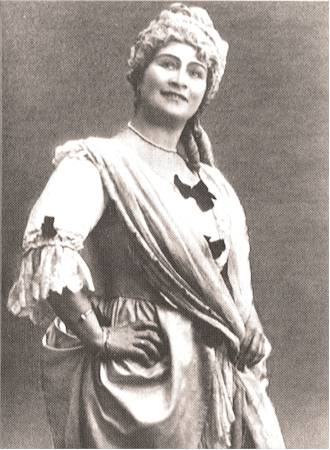
Nadezhda Obújova (en) en el papel de Pauline en 1916.

Introducción
Acto I
- Escena 1

1. Coro de niños, las ayas y otros
2. Escena y arioso de Hermann
3. Coro de los paseantes y escena
4. Quinteto y escena
5. Escena y balada de Tomski
6. Escena final (La tormenta)
- Escena 2

7. Dúo de Lisa y Pauline
8. Escena, romance de Pauline y canción rusa con coro
9. Escena y arioso de la gobernanta
10. Escena final
Acto II
- Escena 3

11. Entreacto y coro
12. Escena y aria del príncipe Yeletski
13. Escena
14. Intermedio (La pastora sincera)
a. Coro de pastores y pastoras
b. Sarabanda
c. Dúo de Prilepa y Milovzor
d. Final
15. Escena final
- Escena 4

16. Escena y coro
17. Escena final
Acto III
- Escena 5

18. Entreacto y escena
19. Escena
- Escena 6

20. Escena y arioso de Lisa
21. Escena y dúo
- Escena 7

22. Coro y escena
23. Canción de Tomski y coro de jugadores
24. Escena final

## Principales arias y números
Acto I

Aria: "Ni siquiera conozco su nombre" «Я имени ее не знаю»(Ya ímyeni yeyó nye znáyu) (Herman)
Aria: "Una vez en Versalles (Tres cartas)" «Однажды в Версале (Три Карты)» (Odnazhdy v Versalye) (Tomski)
Arioso: "Por qué estas lágrimas" «Откуда эти слëзы» (Otkuda eti slyozy) (Lisa)
Aria: "Perdóname, criatura celestial" «Прости, небесное созданье» (Prosti, nyebésnoye sozdanye) (Herman)
Acto II

Aria: "Te amo más allá de toda medida" «Я вас люблю» (Ya vas lyublyú) (Yeletski)
Aria: "Je crains de lui parler la nuit" (en francés) (Condesa)
Acto III

Arioso: "Estoy destrozada por el dolor" «Ax! истoмилacь я гopeм» (Aj! istomilas ya góryem) (Lisa)
Canción: "Si las chicas bellas pudieran volar como los pájaros" «Если б милые девицы» (Yesli b mílyie dyevitsy) (Tomski)
Aria: "¿Qué es nuestra vida? ¡Un juego!" «Что наша жизнь? Игра!» (Shto nasha zhizn? Igrá!) (Herman)

## En la cultura popular
"La vida no es más que un juego" (en ruso, «Что наша жизнь? Игра!»}} (Shto nasha zhizn? Igrá!), literalmente, "¿Qué es nuestra vida? ¡Un juego!") una cita del Acto III de la ópera, se convirtió en un proverbio en ruso. ¿Qué? ¿Dónde? ¿Cuándo?, un juego de preguntas y uno de los programas de televisión más populares en Rusia y anteriores países soviéticos, comienza con una cita musical de la ópera, Hermann cantando la frase "La vida no es más que un juego."

## Grabaciones
| Año  | Elenco: Lisa, Herman, Condesa, Príncipe Eletski, Conde Tomski, Polina                                          | Director, Teatro de ópera y orquesta                                        | Discográfica:                    |
| ---- | --- | --------------------------------------------------------------------------- | -------------------------------- |
| 1974 | Tamara Miláshkina, Vladímir Atlántov, Valentina Ledkó, Andréi Fedoséiev, Vladímir Valaitis, Galina Borísova    | Mark Ermler, Orquesta y coro del Teatro Bolshói de Moscú                    | Le Chant du Monde Cat: LDX 78022 |
| 1988 | Stefka Evstatieva, Wieslaw Ochman, Penka Dilova, Iván Konsulov, Yuri Mazurok                                   | Emil Tchakarov, Coro de Niños, Coro Nacional Sofía. Orquesta Festival Sofía | Sony Cat: 45720                  |
| 1991 | Mirella Freni, Vladímir Atlántov, Maureen Forrester, Dmitri Hvorostovsky, Sergei Leiferkus, Katherine Ciesinki | Seiji Ozawa, Sinfónica de Boston y coro del Festival de Tanglewood          | RCA Cat: 09026-60992-2           |
| 1992 | Maria Guleghina, Gegam Grigorian, Irina Arjípova, Vladímir Chernov, Nikolái Putilin, Olga Borodiná             | Valeri Guérguiev, Orquesta y coro del Teatro Kírov de San Petersburgo       | Philips Cat: 438 141-2           |